# Proyecto 55
Proyecto 55 es una película documental de Argentina dirigida por Miguel Colombo sobre su propio guion que se estrenó el 5 de septiembre de 2019.

## Sinopsis
El documental trata de encontrar nexos entre diferentes hechos que presenta visualmente: la Primera Guerra Mundial, las armas atómicas, el bombardeo a Buenos Aires de junio de 1955, la guerra de Vietnam, los crímenes de ladictadura argentina de 1976, que tienen la violencia como común denominador.

## Comentarios
Horacio Bernades en Página 12 opinó:

”...un juego de espirales cíclicos que produce asco, vértigo y horror.…Da de modo casi milagroso con tres latas de celuloide que muestran...Las ambulancias que rescataron heridos. Autos quemados. Columnas de humo. Corridas de los presentes. Uno que lleva una bandera. Algunos que gritan algo a cámara (las imágenes son mudas). Fotógrafos guarecidos con sus cámaras…Pero hay una saga que no cierra en el dolor y la muerte. La saga de los Colombo, que tiene en tiempo presente a su representante más nuevo, jugando sin ser consciente, todavía, de ese horror del siglo XX del que sus mayores fueron testigos. El de él es el siglo XXI, y su historia está aún por escribirse.”

Rodrigo Seijas en el sitio web funcinema.com.ar escribió:

” La intención de hilvanar una investigación/reflexión que encuentre puntos de encuentro entre eventos aparentemente disímiles es totalmente válida e incluso interesante. Pero claro, esos cruces no pueden ser puramente arbitrarios...Proyecto 55 rara vez se muestra criteriosa para unir sus elucubraciones y sustentar su mirada, como si solo le interesara enumerar víctimas y victimarios, y no describir apropiadamente los procesos que los incluyen...solo consulta con las fuentes que le convienen para avalar su argumentación...une eventos y saca conclusiones al respecto que rara vez salen de lo arbitrario; y hasta formula preguntas –por ejemplo, sobre la lucha armada contra los gobiernos dictatoriales en la Argentina- que luego son dejadas de lado. … Es apenas un experimento fallido, que se pretende innovador pero rara vez sale del sentido común y que no llega a problematizar verdaderamente su temática.